# Mikhaïl Khodorkovski
Mikhaïl Borissovitch Khodorkovski (en russe : Михаил Борисович Ходорковский), né le 26 juin 1963 à Moscou, est un homme d'affaires russe, ancien PDG de Ioukos. Après avoir été la première fortune russe, il est emprisonné en 2003 pour « escroquerie à grande échelle » et « évasion fiscale ». Après dix ans d'incarcération, il est gracié par le président Vladimir Poutine et libéré le 20 décembre 2013. Il vit à Londres depuis 2015.

## Biographie

### Jeunesse
Son père, d'origine juive et sa mère, russe orthodoxe, étaient ingénieurs chimistes dans une usine de Moscou. Il fait de brillantes études, notamment en génie chimique à l'université de technologie chimique Dmitri Mendeleïev de Moscou dont il sort diplômé en 1986, qui lui permettent de rejoindre l'Institut d'économie Plekhanov tout en menant en parallèle un grand activisme militant au sein du Komsomol (les jeunesses communistes). Il était membre du Parti communiste.

### Acquisition du groupe Ioukos
Sa première expérience dans la vie économique est la création, dans le cadre du Komsomol, d'un Centre d'innovation technique, pratiquant essentiellement des activités de conseil aux entreprises d'État, ainsi que du commerce de matériel technique (ordinateurs) occidental. Selon certaines sources, il aurait également créé un café coopératif vers 1985, en pleine perestroïka. Il aurait profité de ces structures pour faire de l'importation et de la revente de faux cognac et d'autres produits occidentaux. Ce trafic lui aurait permis d'amasser assez d'argent pour fonder, en 1988, Menatep, la banque qui deviendra par la suite le holding de son groupe.
Il est nommé vice-ministre du Pétrole et de l'Énergie tout en continuant de s'enrichir avec l'exportation de diverses denrées (pétrole, blé, sucre, métaux…).
En 1995, lors de la privatisation des entreprises russes par distribution de parts aux habitants, Khodorkovski achète 33 % des actions du groupe pétrolier Ioukos. Puis, en 1996, à l'issue de l'opération « prêt contre actions », mise au point par le « groupe de Davos » pour faire réélire Boris Eltsine à la présidence, il participe aux enchères hypothécaires qu'il remporte via la société Montblanc, du groupe Menatep face à un autre consortium du groupe Menatep composé de l'Inkombank (Volodia Vinogradov), de l'Alpha-Bank et du Crédit russe (45 % des actions) pour 350 millions de dollars. L'opération est critiquée car les deux seuls acheteurs autorisés par le pouvoir de Boris Eltsine à participer aux enchères étaient des compagnies détenues à 51 % par la Menatep de Khodorkovski. En 2004, la valeur de Ioukos est estimée à 27 milliards de dollars, soit une multiplication par 75 par rapport au prix d'achat lors de cette vente controversée.
Ioukos avait une dette d'environ 2 milliards de dollars. Mikhaïl Khodorkovski considère avoir réussi à payer les salaires, à redresser les comptes de la société et à en faire un fleuron de l'industrie des hydrocarbures.
En 1998, lors de crise financière russe, le rouble s'étant écroulé, des milliers d'épargnants ont perdu les fonds qu'ils avaient placés dans sa banque comme dans d'autres institutions financières du pays. Mikhaïl Khodorkovski affirme qu'il a remboursé ces épargnants au fil du temps[réf. nécessaire].

### Influence politique
Dans les années 1990, Mikhaïl Khodorkovski fait partie d'un groupe de sept oligarques, appelé Semibankirchtchina, qui aide et finance la réélection de Boris Eltsine en 1996.
Il crée la fondation Russie ouverte et le lycée-internat de Koralovo.
Il développe ses idées politiques dans Paroles libres, un livre qui contient ses articles, ses interviews et ses dialogues avec les écrivains Boris Akounine, Boris Strougatski et Lioudmila Oulitskaïa.
Dans une interview de 2013, il se dit « nationaliste dans une certaine mesure » et affirme être prêt, si besoin est, à combattre pour le maintien du Caucase du Nord au sein de la Russie : « C'est notre terre. Nous l'avons conquise. À l'heure actuelle, il n'y a pas au monde d'endroit qui ne soit conquis par quelqu'un. Eh bien, le Caucase du Nord, c'est nous qui l'avons conquis ».

### Affaire Ioukos

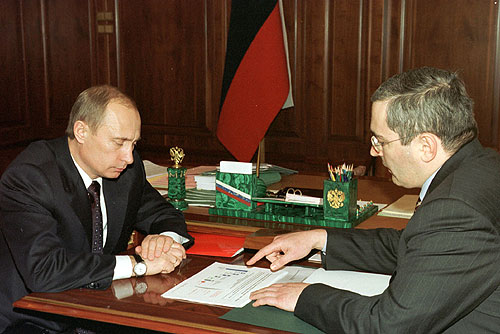
Mikhaïl Khodorkovski avec Vladimir Poutine, le 20 décembre 2002.

#### Investissements américains dans Ioukos
Au début des années 2000, Khodorkovski se rapproche des États-Unis : le groupe Ioukos noue des alliances avec le groupe américain ExxonMobil. Le 22 avril 2003, Ioukos et Sibneft (Roman Abramovitch) fusionnent.
En 2003, ExxonMobil et Chevron Texaco étaient supposés racheter la majorité des parts de Ioukos dans le cadre d'un échange d'actions. Cette vente de parts de Ioukos à hauteur de 20 milliards de dollars aurait placé l'une des plus importantes sociétés russes d'exploitation de ressources naturelles sous le contrôle d'investissements américains. En revanche, le nouveau groupe aurait acquis une stature internationale, donc un peu plus d'indépendance en Russie. Ce projet ne voit pas le jour.

#### Accusations de malversations financières et condamnation
Début 2003, lors d'une réunion au Kremlin entre 20 oligarques et Vladimir Poutine, Khodorkovski dénonce la corruption au sommet de l'État et nomme des proches de Poutine. Ce dernier lui rétorque : « M. Khodorkovski, êtes-vous sûr d'être en règle avec le fisc ? 
- Absolument ! répond l'oligarque.
- Eh bien, on verra. Réplique Poutine ».
Durant l'été qui suit, l'entreprise Ioukos est soupçonnée de malversations financières. Le numéro 2 de l'entreprise pétrolière, Platon Lebedev, est arrêté par la justice le 2 juillet 2003. À la suite de cette arrestation, Khodorkovski est entendu comme témoin. Trois mois plus tard, le 25 octobre 2003, il est arrêté à l'aéroport de Novossibirsk, en Sibérie.
L'avocate de Platon Lebedev, associé de Khodorkovski, déclare qu'il est une victime politique pour s'être opposé au président Vladimir Poutine.
En particulier, le chef de la sécurité de la banque Menatep puis de Ioukos, Alexeï Pitchouguine, est condamné en 2005 à 20 ans de réclusion pour le meurtre de Sergueï Gorine, un dirigeant de la banque Menatep, et de sa femme Olga. En 2007, cette sentence est commuée en peine de prison à vie après qu'il eut été reconnu coupable de trois autres meurtres :
- Valentina Korneïeva, une femme d'affaires moscovite qui avait refusé une vente immobilière à la banque Menatep ;
- Vladimir Petoukhov, le maire de Nefteïougansk (bâtie près d'un des plus grands gisements de pétrole de Russie), qui avait entamé une grève de la faim pour que Ioukos paie ses impôts locaux ;
- Nikolaï Fedotov, chauffeur, tué dans l'explosion de la voiture d'Evgueni Rybine — un manager de la compagnie East Petroleum (basée à Vienne) qui avait lancé plusieurs plaintes en justice contre Ioukos (ce dernier s'en sort indemne car l'explosion s'est produite alors qu'il avait arrêté la voiture pour sortir acheter des fleurs).

Vladimir Poutine a estimé que le chef de la sécurité de Khodorkovski n'avait sûrement pas agi de sa propre initiative, concluant que ce dernier avait « du sang sur les mains » et avait « tué des gens pour protéger les intérêts économiques de sa compagnie ». Dans les faits, il n'est jugé coupable que de délits financiers (blanchiment, évasion fiscale notamment) et condamné à quatorze années de prison. Les avocats de Khodorkovski (comme Robert Amsterdam) ont critiqué l'ingérence et les pressions du président dans le procès. Alors que le procès était en cours, Poutine avait en effet affirmé que « tout voleur (devait) aller en prison ».
Le 1er novembre, les agences de presse Reuters et AFP annoncent que le tribunal de Moscou venait de prolonger de trois mois l'enfermement de Khodorkovski, ce qui repoussait sa détention jusqu'au 14 février. Jugé au printemps 2005, il est condamné le 31 mai 2005 à 9 ans de prison. Il fait appel, et le tribunal de la ville de Moscou le 22 septembre de la même année, ramène sa peine à huit ans ferme.
En décembre 2010, Khodorkovski est condamné à 6 ans de prison supplémentaires pour « vol de pétrole » et « blanchiment d'argent », puis à 5 ans en appel. Début août 2013, sa peine de onze ans de prison a été réduite de deux mois par la Cour suprême russe ; Khodorkovski dénonce alors à nouveau un procès honteux, selon lui motivé politiquement.

#### Conditions de détention
Après avoir été incarcéré à Matrosskaïa Tichina, Mikhaïl Khodorkovski est emprisonné, en octobre 2005, dans la colonie pénitentiaire IaG 14/10 établie à Krasnokamensk, en Sibérie, située à, respectivement, 30 et 105 km environ des frontières chinoise et mongole et à plus de 6 500 km de Moscou.
Un droit de visite trimestriel est accordé à sa famille. Les communications avec ses avocats sont, comme l'exige la procédure, filtrées et enregistrées.
Khodorkovski est, selon le magazine L'Express, fréquemment astreint au quartier d'isolement de façon arbitraire,.
Le 17 avril 2006, Khodorkovski se dispute avec un codétenu. Selon ses avocats, son visage aurait été entaillé à l'aide d'un couteau et la blessure, toujours selon ses avocats, serait d'une profondeur de 4 mm et aurait exigé des points de suture. Pour sa part, la direction de la colonie pénitentiaire a refusé d'ouvrir une enquête et a déclaré qu'« une dispute a éclaté entre un jeune codétenu et Khodorkovski et que ce dernier s'est pris un coup dans le nez. Aucune blessure ouverte n'a été infligée. Il n'a qu'une égratignure ». Aucune arme blanche n'a été trouvée, par ailleurs, selon la direction.
Khodorkovski est souvent présenté par les opposants du gouvernement Poutine, dont des oligarques russes comme Kakha Bendoukidze, comme une victime politique du « régime russe ». Certains décrivent son procès comme un procès politique. Depuis mai 2011, Amnesty International considère Khodorkovski et Lebedev comme des prisonniers d'opinion. Dans un arrêt du 31 mai 2011, la Cour européenne des droits de l'homme (CEDH) critique les conditions de l'arrestation et de la détention préventive de Khodorkovski. À ce titre, la Russie est condamnée à verser à Mikhaïl Khodorkovski la somme de 10 000 euros à titre de dommages et intérêts. En revanche, la Cour ne considère pas la condamnation comme politique.
Le 15 décembre 2011, Vladimir Poutine déclare qu'il peut gracier Khodorkovski seulement si celui-ci reconnaît sa culpabilité, ce que ce dernier refuse.
En 2013, la CEDH juge que le procès a été inéquitable.

### Libération
Le 20 décembre 2013, Khodorkovski est gracié par Vladimir Poutine, qui déclare : « Il a déjà passé plus de dix ans en détention, c'est une punition sérieuse, il invoque des circonstances d'ordre humanitaire — sa mère est malade — et j'estime que l'on peut prendre cette décision ». Toutefois, pour bénéficier de cette grâce, Mikhaïl Khodorkovski doit en faire la demande, ce qui pour le Kremlin équivaut à ce qu'il admette sa culpabilité dans les affaires où il est impliqué et qu'il ne puisse plus se présenter en prisonnier politique. 
Le politologue Dmitri Orlov analyse cette libération : « Pour le pouvoir, il est très important que Khodorkovski reconnaisse sa faute car toute la campagne de propagande étrangère s'est construite sur l'idée que ce dernier était une victime politique innocente. Cette demande de grâce légalise l'enquête, le procès et le verdict ». 

### Activités en exil
Le 30 décembre 2013, la Suisse lui accorde un visa valable trois mois à l'intérieur de l'espace Schengen. En décembre 2015, un mandat d'arrêt international est émis par la Russie contre lui pour son rôle présumé de commanditaire dans l'affaire du meurtre du maire de Nefteïougansk par le chef de la sécurité de son groupe, en 1998. Khodorkovski vit à Londres depuis 2015.
Le 20 mai 2022, le ministère de la Justice de la fédération de Russie inscrit Mikhaïl Khodorkovski sur la liste des « agents étrangers ».
Khodorkovski finance le Centre Dossier (en anglais Dossier center), une organisation de hackers qui publie en 2023 des documents internes aux organisations liées à Evgueni Prigojine. Il est à l'initiative d'OpenRussia, association militant pour une Russie libre, qui effectue des actions de sensibilisation contre le pouvoir de Poutine. Basé à Londres, l'exilé vit et finance sa fondation de sa fortune personnelle, bien qu'obtenue de manière controversée, qu'il déclare à approximativement 400 millions de dollars, celle-ci ayant été exfiltrée à l'étranger par ses proches avant sa période de détention. Il ajoute qu'un complément de 100 millions de dollars a été débloqué en Irlande.
En janvier 2024, la Russie place Mikhaïl Khodorkovski sur une liste de personnes recherchées en raison de ses commentaires sur l'invasion de l'Ukraine.

## Distinctions
- 2013 : prix Lech-Wałęsa[41]

### Documentaire
- 2011 : Khodorkovski de Cyril Tuschi
- 2019 : Citizen K d'Alex Gibney[42]